# 칭양시
칭양(경양, 중국어: 庆阳, 병음: Qìngyáng)은 중화인민공화국 간쑤성의 지급시이다.

## 지리
칭양은 간쑤 성의 동부에 위치하고 때때로 중국인들은 "룽둥"(陇东)으로 부르기도 한다. 북서쪽으로 닝샤 후이족 자치구, 동쪽으로 산시성과 접한다. 황투고원의 황하 중류 저지대이자, 간쑤 분지의 동쪽에 위치한다. 해발고도의 범위는 885~2,082m이다. 칭양에는 마롄허(马莲河), 푸허(蒲河), 훙허(洪河), 시량허(四郎河), 후루허(葫芦河)를 포함한 5개의 주요 하천이 있다. 이들의 평균 유수량을 합치면 8억 입방미터가 넘는다.
넓이는 27,119km2이고 이 중 200km2가 숲, 530km2가 초지이다.

## 기후
대부분의 칭양 지역의 연평균 기온은 7~10 °C 사이이다. 연평균 강수량은 480~660mm이고 무상일수는 140~180일이다.
| 칭양시 시펑구의 기후                                          | 칭양시 시펑구의 기후 | 칭양시 시펑구의 기후 | 칭양시 시펑구의 기후 | 칭양시 시펑구의 기후 | 칭양시 시펑구의 기후 | 칭양시 시펑구의 기후 | 칭양시 시펑구의 기후 | 칭양시 시펑구의 기후 | 칭양시 시펑구의 기후 | 칭양시 시펑구의 기후 | 칭양시 시펑구의 기후 | 칭양시 시펑구의 기후 | 칭양시 시펑구의 기후 |
| 월                                                            | 1월                  | 2월                  | 3월                  | 4월                  | 5월                  | 6월                  | 7월                  | 8월                  | 9월                  | 10월                 | 11월                 | 12월                 | 연간                 |
| ------------------------------------------------------------- | -------------------- | -------------------- | -------------------- | -------------------- | -------------------- | -------------------- | -------------------- | -------------------- | -------------------- | -------------------- | -------------------- | -------------------- | -------------------- |
| 역대 최고 기온 °C (°F)                                        | 13.1 (55.6)          | 19.5 (67.1)          | 26.4 (79.5)          | 31.6 (88.9)          | 31.9 (89.4)          | 35.9 (96.6)          | 36.4 (97.5)          | 32.9 (91.2)          | 33.6 (92.5)          | 26.5 (79.7)          | 20.1 (68.2)          | 15.2 (59.4)          | 36.4 (97.5)          |
| 일평균 최고 기온 °C (°F)                                      | 0.8 (33.4)           | 4.6 (40.3)           | 10.6 (51.1)          | 17.4 (63.3)          | 21.7 (71.1)          | 25.7 (78.3)          | 26.9 (80.4)          | 25.0 (77.0)          | 20.1 (68.2)          | 14.3 (57.7)          | 8.4 (47.1)           | 2.5 (36.5)           | 14.8 (58.7)          |
| 일일 평균 기온 °C (°F)                                        | −3.8 (25.2)          | −0.4 (31.3)          | 5.2 (41.4)           | 11.6 (52.9)          | 16.1 (61.0)          | 20.3 (68.5)          | 21.9 (71.4)          | 20.3 (68.5)          | 15.5 (59.9)          | 9.6 (49.3)           | 3.5 (38.3)           | −2.2 (28.0)          | 9.8 (49.6)           |
| 일평균 최저 기온 °C (°F)                                      | −7.4 (18.7)          | −4.1 (24.6)          | 1.0 (33.8)           | 6.7 (44.1)           | 11.2 (52.2)          | 15.5 (59.9)          | 17.8 (64.0)          | 16.6 (61.9)          | 12.1 (53.8)          | 6.1 (43.0)           | −0.2 (31.6)          | −5.8 (21.6)          | 5.8 (42.4)           |
| 역대 최저 기온 °C (°F)                                        | −18.6 (−1.5)         | −15.6 (3.9)          | −12.6 (9.3)          | −5.2 (22.6)          | −0.6 (30.9)          | 7.2 (45.0)           | 10.5 (50.9)          | 6.5 (43.7)           | 2.6 (36.7)           | −6.9 (19.6)          | −15.5 (4.1)          | −21.4 (−6.5)         | −21.4 (−6.5)         |
| 평균 강수량 mm (인치)                                         | 5.8 (0.23)           | 8.9 (0.35)           | 17.6 (0.69)          | 32.8 (1.29)          | 46.2 (1.82)          | 69.2 (2.72)          | 110.5 (4.35)         | 104.9 (4.13)         | 84.1 (3.31)          | 44.0 (1.73)          | 14.7 (0.58)          | 3.5 (0.14)           | 542.2 (21.34)        |
| 평균 강수일수 (≥ 0.1 mm)                                      | 4.3                  | 5.2                  | 6.5                  | 6.8                  | 8.7                  | 10.1                 | 11.9                 | 12.1                 | 11.4                 | 9.3                  | 5.4                  | 3.0                  | 94.7                 |
| 평균 강설일수                                                 | 6.7                  | 7.7                  | 5.4                  | 1.1                  | 0                    | 0                    | 0                    | 0                    | 0                    | 0.9                  | 4.1                  | 4.9                  | 30.8                 |
| 평균 상대 습도 (%)                                            | 52                   | 54                   | 52                   | 50                   | 53                   | 58                   | 69                   | 74                   | 75                   | 70                   | 60                   | 52                   | 60                   |
| 평균 월간 일조시간                                            | 187.8                | 174.7                | 202.5                | 228.4                | 247.0                | 239.1                | 228.8                | 205.9                | 161.3                | 172.4                | 182.0                | 194.4                | 2,424.3              |
| 가능 일조율                                                   | 60                   | 56                   | 54                   | 58                   | 57                   | 55                   | 52                   | 50                   | 44                   | 50                   | 60                   | 65                   | 55                   |
| 출처: 중국기상국 (평년값: 1991년~2020년, 극값: 1981년~2010년) |                      |                      |                      |                      |                      |                      |                      |                      |                      |                      |                      |                      |                      |

## 역사
칭양은 황하를 따라 개발되던 초기 문화 지역의 일부이자 중국을 통일한 진나라의 심장부였다. 또한 공산주의 혁명의 중요한 장소이기도 하다.
청대에는 안화현(安化縣)이 설치되어 있었지만, 중화민국 성립 후의 1914년 1월, 후난성에 같은 지명이 존재해 칭양 현으로 개칭되었다.

## 경제
2004년 칭양의 GDP는 80억 1,400만 위안으로 예년에 비해 11.6% 성장하였다. 도시 주민의 평균 수입은 5,130위안이었고 시골 주민의 평균 수입은 1,428위안이었다. 석유와 천연가스는 칭양 경제의 중추이다. 농산품으로 당나귀, 양,소, 대추, 우유, 살구와 기타 과일, 야채, 장과류가 포함된다.

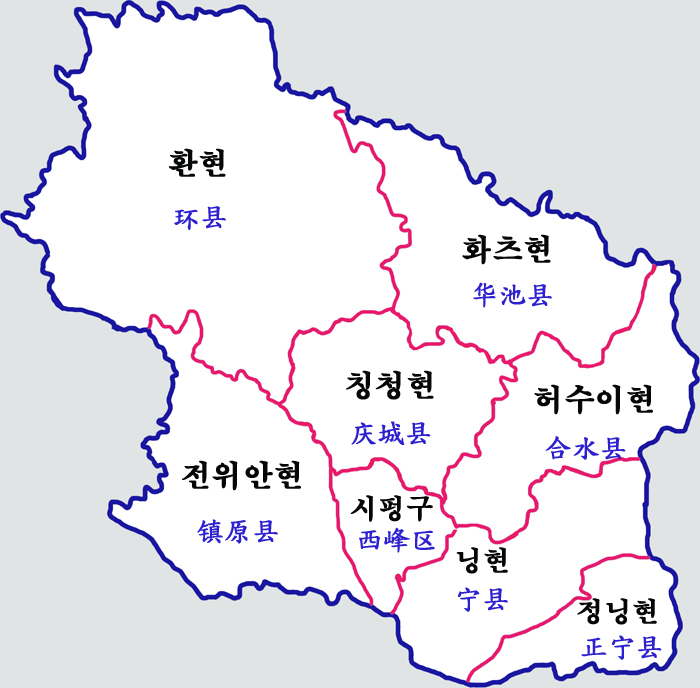
칭양시 현급 행정구역도

## 행정구역
1개의 시할구, 7개의 현을 관할한다.
시할구
- 시펑 구(西峰区)

현
- 칭청 현(庆城县)
- 전위안 현(镇原县)
- 허수이 현(合水县)
- 화츠 현(华池县)
- 환 현(环县)
- 닝 현(宁县)
- 정닝 현(正宁县)

## 교통
- 211번 국도

### 항공
- 칭양 공항